# Montes Riphaeus

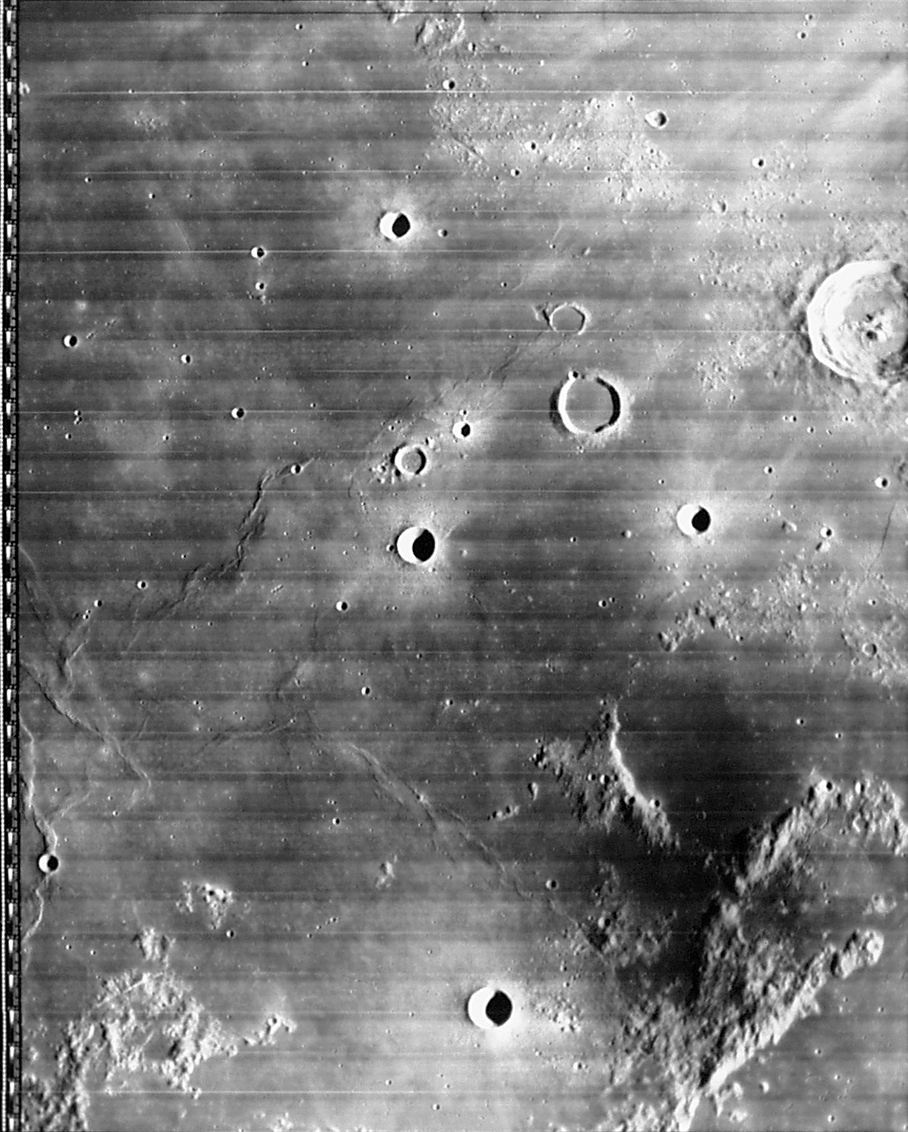
Montes Riphaeus (v pravém dolním rohu). Jasný kráter dole uprostřed je Euclides.

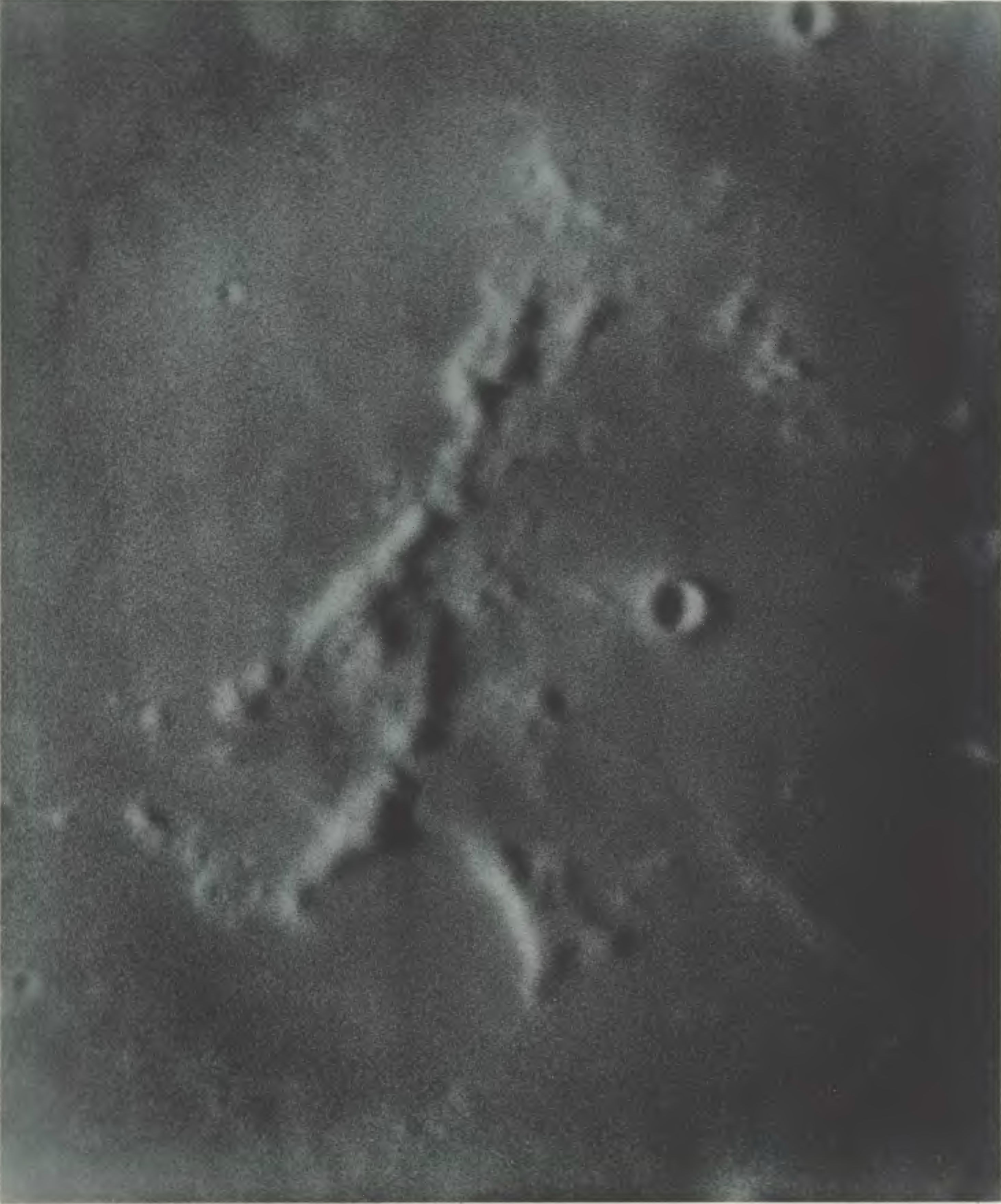
Montes Riphaeus.

Montes Riphaeus je měsíční pohoří oddělující Oceanus Procellarum (Oceán bouří) na západě od Mare Cognitum (Moře poznané) na východě na přivrácené straně Měsíce. Jeho rozpětí je přibližně 150 km. Střední selenografické souřadnice jsou 7,5° J, 27,6° Z, pojmenováno je podle starého názvu ruského pohoří Ural.
Blízko pohoří se na západní straně nachází nevelký, leč jasný kráter Euclides, jihozápadně leží kráter Norman. Jihovýchodně lze nalézt malý kráter Eppinger a cca 100 km severně výrazný kráter Lansberg.